# آن سبنسر باري
آن سبنسر باري (بالإنجليزية: Anne Spencer Parry)‏ (1931 - 26 يناير 1985)؛ روائية أسترالية.